# جولي سوليفان
جولي سوليفان (بالإنجليزية: Julie Sullivan)‏ هي أكاديمية أمريكية، ولدت في 1957 في غينزفيل في الولايات المتحدة.